# Skovområde syd for Silkeborg
Skovområde syd for Silkeborg este o arie protejată (arie de protecție specială avifaunistică — SPA) din Danemarca întinsă pe o suprafață de 5.059 ha, integral pe uscat.

## Localizare
Centrul sitului Skovområde syd for Silkeborg este situat la coordonatele 56°02′07″N 9°27′36″E / 56.035278°N 9.46°E.

## Înființare
Situl Skovområde syd for Silkeborg a fost declarat arie de protecție specială avifaunistică în mai 1983 pentru a proteja 7 specii de animale.

## Biodiversitate
Situată în ecoregiunea continentală, aria protejată nu include niciun habitat protejat.
La baza desemnării sitului se află mai multe specii protejate de  păsări (7): pescăruș albastru (Alcedo atthis), buha (Bubo bubo), caprimulg (Caprimulgus europaeus), ciocănitoare neagră (Dryocopus martius), sfrâncioc roșiatic (Lanius collurio), ciocârlie de pădure (Lullula arborea), viespar (Pernis apivorus).